# 早川謙之輔
早川 謙之輔（はやかわ けんのすけ、1938年（昭和13年） - 2005年（平成17年）8月27日）は日本の木工家。
やや遅い23歳になってから家具作りを始め、父が営む木工所から独立して「杣（そま）工房」を創設、家具等木製品の製作を行った。

## 略歴
- 1938年 岐阜県恵那郡（現中津川市）付知町に生まれる。
- 1962年 黒田辰秋の知遇を得る。
- 1969年 杣工房設立。
- 1974年 東京青山・ギャラリーアメリアにて個展「盆」開催。
- 1980年 白井晟一が設計した石水館（静岡市立芹沢銈介美術館）の天井張り等の内装を行う。
- 1984年 東京青山・ギャラリーアメリアにて個展「チェスト・椅子」開催。
- 2005年8月27日 脳梗塞のため死去。享年67。

## 著作
- 『木工のはなし』1993年 新潮社 ISBN 4-10-138031-7
- 『木工の世界』1996年 新潮社 ISBN 4-10-600508-5
- 『黒田辰秋 木工の先達に学ぶ』2000年 新潮社 ISBN 4-10-392602-3
- 『木に学ぶ』2005年 新潮社 ISBN 4-10-610106-8